# Сатир Персефона
Сатир Персефона (Chazara persephone) — вид денних метеликів родини сонцевиків (Nymphalidae).

## Назва
Вид названо на честь персонажа давньогрецької міфології Персефони — дочка Деметри і Зевса, викрадена Аїдом і стала його дружиною в Царстві мертвих.

## Поширення
Вид поширений у степовій зоні Східної Європи та в Західній Азії. Трапляється в Туреччині, на Близькому Сході, в Ірані, на Кавказі, півдні Росії, Казахстані, до Алтайських гір та півдня Західного Сибіру. В Україні спостерігається в Криму.

## Опис
Довжина переднього крила 26-37 мм, розмах крил 45-60 мм. Візуренком крил схожий на сатира Брісеїду (Chazara briseis), але світлі постдискальні плями на передніх крилах не утворюють єдиної перев'язі, оскільки верхня пляма, що виходить до переднього краю крила, відокремлена від решти темним проміжком. З нижньої сторони задніх крил помітні світлі жилки.

## Спосіб життя
Метелики літають у червні-серпні. Трапляються на степових ділянках різних типів. За рік буває одне покоління. Самиці відкладають яйця по одному на травинки або ґрунт. Відразу після вилуплення гусениці починають годуватися різними злаками. Розвиток йде повільно, і на першому-другому віці вони зимують. Після зимівлі гусениці годуються до кінця квітня — початку червня. На останньому віці активні тільки вночі. Заляльковуються в земляний колисці.